# Ruta Estatal de California 73

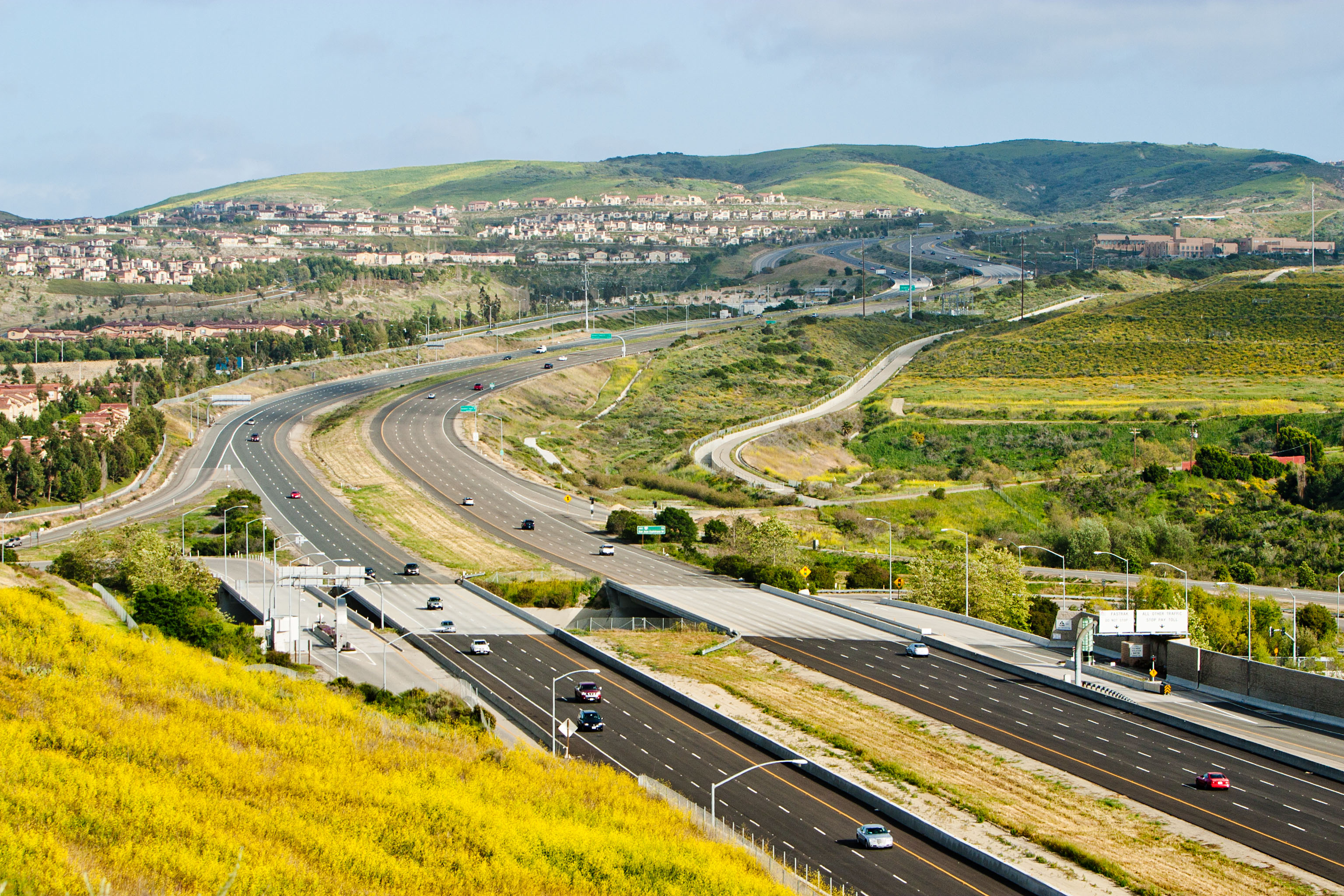
La Ruta Estatal de California 73 en las Colinas de San Joaquín, vista desde University Hills en Irvine. También se aprecia la salida Bonita Canyon Drive.

La Ruta Estatal 73 (SR 73) es una autovía estatal en el estado estadounidense de California. La ruta empieza desde la Interestatal 405 hacia la Interestatal 5 sobre las Colinas San Joaquín en el condado de Orange.  En el extremo norte, las primeras tres millas de la carretera (5 km) se llama Corona del Mar Freeway; esta sección abrió en 1978.  Las siguientes 12 millas (19,3 km) de las 15 milla (24,1 km) de la carretera, construida en 1996, es una carretera de peaje operada por la San Joaquin Hills Transportation Corridor Agency nombrada por San Joaquin Hills Transportation Corridor. La Ruta Estatal 73 pasa paralelamente cerca del Pacific Coast Highway y la Autovía San Diego. En el extremo norte la Interestatal 405 en Costa Mesa cerca de la Avenida Fairview.
Esta ruta es parte del Sistema de Autovías y Vías Expresas de California.